# Biserka Cvejić

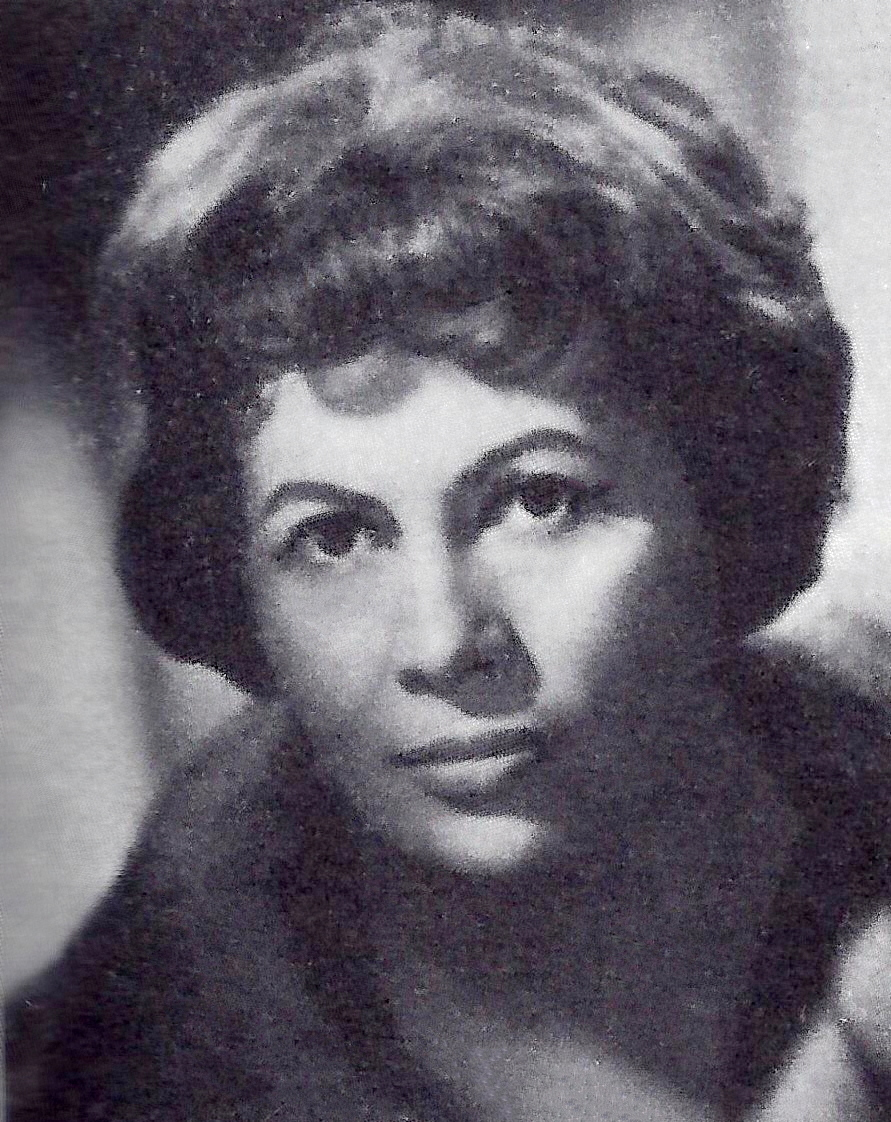
Biserka Cvejić (1955)

Biserka Cvejić (* 5. November 1923 in Krilo-Jesenice bei Dugi Rat, damals Königreich Jugoslawien; † 7. Januar 2021 in Belgrad, Serbien) war eine jugoslawische Opernsängerin (Mezzosopran/Alt).

## Leben

### Ausbildung und Anfänge
Biserka Cvejić, als Biserka Katušić in dem dalmatinischen Küstenort Krilo-Jesenice, 15 km südöstlich von Split geboren, kam im Alter von einem Jahr mit ihren Eltern nach Lüttich. Nach dem Zweiten Weltkrieg kehrte sie 1946 in ihre jugoslawische Heimat zurück, wo sie zunächst als Dolmetscherin arbeitete. Ihre Stimme wurde von dem spanischen Tenor José Riavez (1890–1958) entdeckt, der auch ihr Lehrer war.
Bereits während ihres Studiums an der Belgrader Musikakademie (heute: Musikfakultät) sprang sie 1950 am Belgrader Opernhaus für eine erkrankte Kollegin als Maddalena in Rigoletto ein. Ihr offizielles Debüt gab sie 1954 am Opernhaus Belgrad als Charlotte in Werther. Bis 1959 blieb sie festes Ensemblemitglied der Belgrader Oper und gab als Teil des Ensembles auch ihre ersten Auslandsgastspiele, so bei den Internationalen Maifestspielen Wiesbaden (1959) und am Opernhaus von Nizza (1960).

### Internationale Karriere
Im Oktober 1959 gab sie als Amneris in Aida ihr Debüt an der Wiener Staatsoper. Von 1960 bis 1978 war Cvejić festes Ensemblemitglied der Wiener Staatsoper, an der sie bis Mai 1978 in insgesamt 372 Vorstellungen in 25 verschiedenen Rollen zu hören war. Sie sang dort neben der Amneris u. a. Carmen, Eboli, Azucena, Ulrica, Brangäne, Herodias und Adelaide in Arabella.
Sie gastierte in Europa u. a. am Gran Teatre del Liceu in Barcelona (1961), an der Covent Garden Opera in London (1962), am Théâtre Royal de la Monnaie in Brüssel (1963 als Carmen), am Teatro San Carlo in Neapel (1963 als Brangäne, 1968–69 sowie 1971 als Amneris), am Teatro Regio di Torino (1964 als Brangäne, 1969 als Azucena), am Teatro Massimo Palermo (1964 als Amneris) und an der Bayerischen Staatsoper München (1969 als Amneris).
Sie sang außerdem beim Edinburgh Festival und in der Arena di Verona (1968–69 als Amneris, 1971 als Azucena). In der Saison 1969/70 sang sie an der Mailänder Scala die weibliche Titelrolle in Samson et Dalila. 1972 trat sie wieder am Teatro Liceu auf, diesmal als Charlotte in Werther. 1977 sang sie an der Seite von Régine Crespin in Paris in Marie-Magdeleine von Jules Massenet.
Im April 1961 debütierte sie als Amneris in Aida an der Metropolitan Opera in New York, wo sie bis Oktober 1967 in acht verschiedenen Partien, neben der Amneris außerdem als Azucena, Ulrica, Eboli, Dalila, Laura in La Gioconda, als Principessa di Bouillon in Adriana Lecouvreur und als Giulietta in Les contes d’Hoffmann zu hören war.
In Übersee sang Cvejić außerdem zwischen 1963 und 1968 mehrfach am Teatro Colon in Buenos Aires (Dalila, Marina, Octavian, Amneris). 1967 gastierte sie in Tokio als Eboli in Don Carlos.

### Spätere Jahre und Privates
Ab 1978 widmete sich Cvejić verstärkt dem Gesangsunterricht und der Sängerausbildung. Sie unterrichtete als Professorin für Sologesang an der Belgrader Musikakademie, später dann an der Akademie der Künste in Novi Sad. 1979 wurde sie zur Österreichischen Kammersängerin ernannt. 1990 beendete sie endgültig ihre Bühnen- und Gesangslaufbahn. Zu ihren Schülern gehörten u. a. der Tenor Nikola Kitanovski, die Mezzosopranistinnen Milena Kitić und Monika Bohinec sowie der international gastierende Bariton Željko Lučić.
Für ihre Verdienste wurde sie mit der Serbischen Medaille für Kunst ausgezeichnet. 2001 wurde sie Mitglied der französischen Ehrenlegion. 2014 erhielt sie den Dositej-Obradovic-Preis für ihr Lebenswerk (Nagrada Dositej Obradović za životno delo).
Biserka Cvejić war mit dem aus Belgrad stammenden Arzt und Dozenten Dusan Cvejić verheiratet, der auch als Sänger (Tenor) wirkte und 1958 gemeinsam mit ihr beim Weltjugendkongress in Belgrad aufgetreten war. Sie starb im Alter von 97 Jahren im Januar 2021 in Belgrad.

## Repertoire und Tondokumente
Biserka Cvejić ist in insgesamt 77 Mezzosopran-Rollen in über 1800 Aufführungen auf Bühnen in der ganzen Welt aufgetreten. Sie sang schwerpunktmäßig die dramatischen Mezzosopran- und Alt-Partien in den Opern von Giuseppe Verdi (Amneris, Azucena, Eboli, Ulrica, Preziosilla, Maddalena). Sie trat auch in italienischen Opern des Verismo auf.
Sie interpretierte außerdem Partien des französischen (Carmen, Dalila), des russischen (Marina und Amme in Boris Godunow, Olga in Eugen Onegin, Paulina in Pique Dame) und des deutschen Repertoires (Fricka, Brangäne, Herodias, Adelaide).
Biserka Cvejić besaß „eine dunkel timbrierte, schön gebildete Altstimme“. (Kutsch/Riemens). Ihre Stimme ist auf mehreren Operngesamtaufnahmen dokumentiert, die u. a. bei Decca (Schneeflöckchen, Eugen Onegin, Pique Dame) und auf MGM-Heliodor erschienen. Bei Jugoton wurde ein Recital mit Opernarien veröffentlicht.
Unter der Regie von Arthur Maria Rabenalt sang und spielte sie die Rolle der Zigeunerin Czipra in einer 1975 erstausgestrahlten Operettenverfilmung der Strauß-Operette Der Zigeunerbaron. Diese Rolle sang sie auch in einer 1969 bei der EMI erschienenen Gesamtaufnahme der Operette an der Seite von Grace Bumbry und Nicolai Gedda.